# 100 Herculis
100 Herculis är en misstänkt variabel i Herkules stjärnbild.
Stjärnan har visuell magnitud +5,13 och varierar utan fastställd amplitud eller periodicitet.